# 野一色義重
野一色 義重（のいっしき すけしげ）は、江戸時代前期の旗本。中村一氏の部将・野一色助義（頼母）の三男。
もとは松平忠輝に仕えていた。元和元年5月7日（1615年5月24日））、兄・助重が大坂夏の陣の道明寺の戦いで討死すると、徳川秀忠より父と兄の勲功により近江国蒲生郡内2,000石の旗本として取立てられ、西城書院番を務める。
寛永13年（1636年）6月、一柳直盛の伊予国西条藩に移封の折、城引渡役の任を務める。
承応3年（1654年）、死去。